# Tigan Island
Tigan Island (englisch; bulgarisch остров Тиган ostrow Tigan, deutsch ‚Pfannen-Insel‘) ist eine stellenweise unvereiste, in west-östlicher Ausrichtung 750 m lange und 226 m breite Insel in der Gruppe der Dannebrog-Inseln im Wilhelm-Archipel vor der Graham-Küste des Grahamlands auf der Antarktischen Halbinsel. Sie grenzt an Pegas Island im Süden und liegt 115 m südlich von Yastreb Island sowie 3 km nordwestlich von Revolver Island.
Britische Wissenschaftler kartierten sie 2001. Die bulgarische Kommission für Antarktische Geographische Namen benannte sie 2020 deskriptiv, da sie in ihrer Form entfernt an eine Pfanne erinnert.